# Caye Chapel
Caye Chapel ist eine Insel vor der Küste von Belize. Sie gehört zum Belize District. Die Insel ist in Privatbesitz.

## Geographie
Caye Chapel gehört zu den etwa 450 Inseln des Belize Barrier Reefs. Sie liegt 26 Kilometer nordöstlich von Belize City und fünf Kilometer südlich von Caye Caulker. Die historische spanische Bezeichnung ist Cayo Capilla.

## Geschichte
Bereits vor der Unabhängigkeit Belizes 1981 befand sich auf Caye Chapel mit dem Pyramid Hotel ein Beherbergungsbetrieb. Die Insel diente zu dieser Zeit den Truppen der britischen Kolonialmacht als Erholungsort.
In den 2000er-Jahren wurde die Insel vom US-amerikanischen Kohlemagnaten Larry Addington massiv umgebaut. Es entstanden ein Resort mit Konferenzräumen, ein von Patrick Horvat (Tee Time International) gestalteter 18-Loch-Golfplatz (einer von drei in Belize) und eine 1000 Meter lange Landebahn für Flugzeuge. Addington meldete im Januar 2012 Konkurs an.
Nachdem die Insel geraume Zeit bei laufendem Betrieb für über 40 Millionen US-Dollar zum Verkauf stand, wurde sie 2014 für eine unbekannte Summe von der mexikanischen Investmentfirma Thor Urbana erworben. 2017 verlautbarte Thor Urbana, 250 Millionen US-Dollar in den Ausbau der Insel investieren zu wollen.

## Caye Chapel heute
Die Insel befindet sich heute im Besitz der Firma Four Seasons Hotels and Resorts; Thor Urbana und zwei weitere mexikanische Investoren sind an der Entwicklung der Insel beteiligt. Bis 2021 sollten auf der Insel ein Resort mit 100 Gästezimmern sowie 85 Bungalows für Langzeitgäste entstehen. Der Golfplatz sollte dabei von Greg Norman und Lorena Ochoa umgestaltet werden. Protest gegen den Resortbau regte sich bei den Fischern von Caye Caulker, da der Sandaushub für das Resort ihren Hummerfang gefährde. Die Baupläne verzögerten sich mehrfach; eine Eröffnung des Resorts ist aktuell (Stand: Januar 2025) für 2025 geplant.